# 피아트니츠키사우루스과

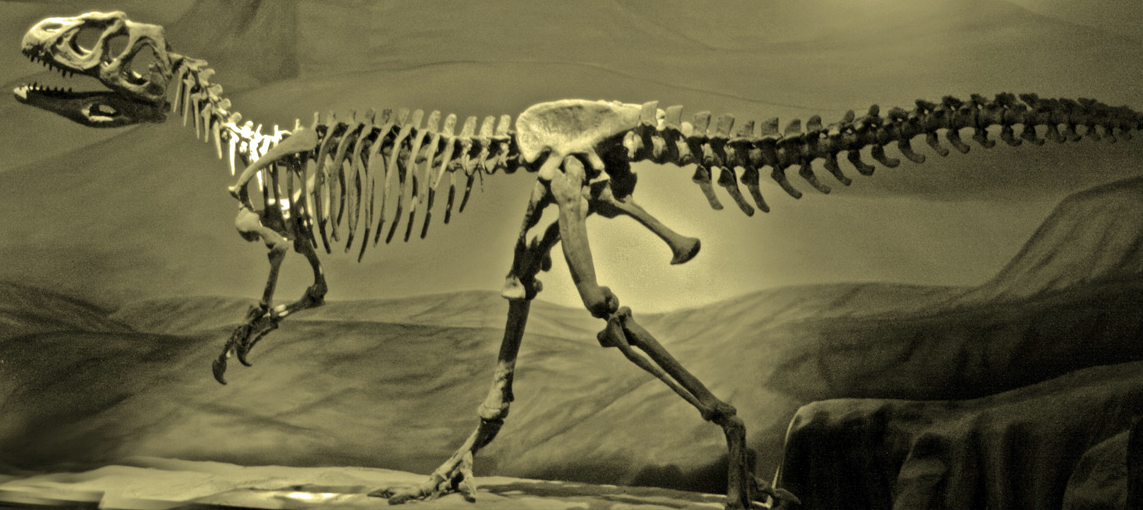

피아트니츠키사우루스과는 수각류의 한 분류군으로 2012년에 창설되었다.
쥐라기 중기에 나타나 쥐라기 후기에 사라진다.